# Brachystegia glaucescens
Brachystegia glaucescens là một loài thực vật có hoa trong họ Đậu. Loài này được Burtt Davy & Hutch. miêu tả khoa học đầu tiên.